# Lepilemur aeeclis
Lepilemur aeeclis es una especie de lémur, endémico de Madagascar, del género Lepilemur. Tiene un largo total de 52 a 59 centímetros, de los cuales 24 a 26 son su cola. Lepilemur aeeclis vive en el oeste de Madagascar, en bosques secos.